# Соколово (Ржевский район)
Соколово  — деревня в Ржевском районе Тверской области. Входит в состав сельского поселения «Хорошево».

## География
Находится в южной части Тверской области на расстоянии приблизительно 20 км по прямой на запад-северо-запад от вокзала станции Ржев-Балтийский.

## История
Деревня была отмечена еще на карте 1825 года. В 1859 году здесь (деревня Ржевского уезда Тверской губернии) было учтено 12 дворов, в 1939—35.

## Население
Численность населения: 119 человек (1859 год), 1 (русские 100 %) в 2002 году, 1 в 2010.